# Namari Foulan
Namari Foulan (auch: Namari Peulh) ist ein Dorf in der Landgemeinde Tagazar in Niger.

## Geographie
Das von einem traditionellen Ortsvorsteher (chef traditionnel) geleitete Dorf liegt im Trockental Dallol Bosso. Es befindet sich rund 23 Kilometer südlich des Hauptorts Balleyara der Landgemeinde Tagazar und des Departements Balleyara, das zur Region Tillabéri gehört. Zu den Siedlungen in der näheren Umgebung von Namari Foulan zählen Lamoudi im Norden, Taya Zarma im Nordosten und Kossey im Süden.
Namari Foulan ist Teil der Übergangszone zwischen Sahel und Sudan. Die durchschnittliche jährliche Niederschlagsmenge beträgt hier zwischen 400 und 500 mm.

## Bevölkerung
Bei der Volkszählung 2012 hatte Namari Foulan 510 Einwohner, die in 50 Haushalten lebten. Bei der Volkszählung 2001 betrug die Einwohnerzahl 113 in 13 Haushalten und bei der Volkszählung 1988 belief sich die Einwohnerzahl auf 192 in 27 Haushalten.

## Wirtschaft und Infrastruktur
Bei Namari Foulan erstrecken sich Anbauflächen für Gemüse. Vor allem Frauen bauen Augenbohnen an, die selbst konsumiert, aus denen Saatgut gewonnen und die in verarbeiteter Form auf den Märkten von Sandiré und Yéda verkauft werden. Außerdem wird Sesam produziert. Mit einem Centre de Santé Intégré (CSI) ist ein Gesundheitszentrum im Ort vorhanden. Es gibt eine Schule. Durch Namari Foulan verläuft die 268,9 Kilometer lange Nationalstraße 35 zwischen Gaya und Winditane.